# Carmen Trenz
Carmen Trenz (* 1951 in München) ist eine deutsche Diplom-Pädagogin und Mediatorin aus Köln. Sie gilt als Spezialistin für Jugendgewaltprävention mit dem Schwerpunkt Mobbing.

## Berufsleben
Nach dem Studium der Pädagogik (1971–1977) und abgeschlossenem Diplom arbeitete Trenz zunächst in der Offenen Kinder- und Jugendarbeit, danach in der Kleinkindforschung, anschließend beim Institut für Sozialforschung und Gesellschaftspolitik (ISG) in Köln.
Seit 1981 wirkt sie in der „AG Kinder- und Jugendschutz“ (AJS) Landesstelle NRW e. V. in Köln. 1983 gründete sie zusammen mit dem Landeskriminalamt NRW den Landesarbeitskreis „Sozialarbeit und Polizei“, später erweitert und umbenannt in „Landesarbeitskreis Jugendhilfe, Polizei und Schule“. Der LAK hat zahlreiche landesweite Tagungen durchgeführt, die die fachübergreifende Kooperation in der Jugendkriminalitäts- und Gewaltprävention in NRW vorangebracht haben. Trenz hält Vorträge vor Eltern, in Schulen und Jugendhilfeeinrichtungen des Landes Nordrhein-Westfalen. Beim 11. Deutschen Präventionstag 2006 referierte sie zum Thema „Mobbing unter Kindern und Jugendlichen“. Informationen über „Mobbing/Bullying“ und die Vermittlung von Interventionsansätzen zur Lösung von Mobbingfällen sind Schwerpunkte ihrer Arbeit. Seit 2006 organisiert sie Workshops zum „No Blame Approach“ (NBA), einem vom kommerziellen Anbieter Institut Fairend für seinen Auftraggeber Bund für soziale Verteidigung e.V. in Minden evaluierten Mobbing-Interventionsansatz.
An der Fachhochschule Dortmund, Fachbereich Angewandte Sozialwissenschaften, hatte Trenz 2008 und 2009 Lehraufträge zum Thema Mobbing unter Kindern und Jugendlichen.
Carmen Trenz gilt als eine der wenigen praxisorientierten deutschen Fachfrauen zu den aktuellen Themen und Problemen der Kinder- und Jugendgewaltprävention und ihrer Evaluation, zu „Mobbing/Bullying“, zum „No Blame Approach“.

## Veröffentlichungen
- Aggressivität und Gewalttätigkeit von Kindern und Jugendlichen. In: Bienemann, Hasebrink, Nikles (Hrsg.): Handbuch des Kinder- und Jugendschutzes. Votum Verlag, Münster 1995, ISBN 3-926549-83-1.
- Kooperationspartner Polizei. In: Deinet, Sturzenhecker (Hrsg.): Handbuch Offene Jugendarbeit. Votum Verlag, Münster 1998, ISBN 3-930405-72-5.
- Ich lerne, dass ich eine Wahl habe. Ein Besuch in der holländischen Glen Mills School in Wezep. In: AJS Forum, 3, 2002
- Weiterführende Literatur- und Filmhinweise zum Thema Jugendkriminalität. In: Ministerium für Frauen, Jugend, Familie und Gesundheit des Landes NRW (Hrsg.): Jugendkriminalität –  Wir diskutieren. 8. Auflage. Verlag AG Kinder- und Jugendschutz, Köln 2002
- (mit H. Lerchenmüller-Hilse) Faustrecht. Pädagogisches Begleitheft in Deutschland (2009) zum Film Faustrecht. Regie Robi Müller und Bernhard Weber, Schweiz 2007
- Sanktionen. Kath. Landesarbeitsgemeinschaft Kinder- und Jugendschutz NW (Hrsg.), Münster 2008
- Was hilft gegen Gewalt? (mit J.F. Pusch-Runge u. A. Wolke). 2. Auflage. AJS (Hrsg.), Köln 2009
- Cyber-Mobbing. AJS (Hrsg.) Köln 2010
- Mobbing unter Kindern und Jugendlichen.  6. Auflage. AJS (Hrsg.), Köln 2010